# 長屋恭一
長屋 恭一（ながや きょういち、1948年11月17日 - ）は、岐阜県出身の元フィールドホッケー選手。岐阜県立岐阜総合学園高等学校体育教諭・男子ホッケー部総監督を歴任。現在は朝日大学経営学部ビジネス教授として、朝日大学体育会ホッケー部の指導にあたる。指導力と魅力的な人柄に、全国の強豪校から多くの高校生が朝日大学ホッケー部の門を叩く。また教え子の多くが全日本代表チームで活躍している。元ホッケー男子日本代表監督。

## 来歴
岐阜西工業高でホッケーを始め、天理大学進学後、在学中に1968年メキシコシティーオリンピックに出場。アジア競技大会では銀メダルを獲得した。
卒業後は、教員として可児工業高に赴任し、ホッケー部を8年間指導。
その後、1982年に母校の岐阜県立岐阜西工業高等学校に異動。男子ホッケー部を強豪校に育て上げた。監督としてインターハイ4回優勝、国民体育大会4回優勝、全国高校選抜大会2回優勝。
- 2001年、中日ぎふ体育顕彰を受賞。
- 2004年4月、日本代表の監督に就任。
- 2005年、岐阜県立岐阜総合学園高等学校男子ホッケー部総監督となる。
- 2006年、W杯に出場。最高位タイとなる9位に導く。
- 2009年3月、定年の為、岐阜県立岐阜総合学園高等学校男子ホッケー部の総監督を勇退。
- 2009年4月、朝日大学経営学部教員としてリーダーシップ論、トレーニング論演習を教える傍ら、体育会ホッケー部の指導にあたる。学生には、将来を見据えて「今、何をすべきか」を考えて行動してほしいというメッセージを送る。また、岐阜県立岐阜総合学園高等学校OBや朝日大学の選手が主力の、岐阜朝日クラブの監督に就任し、ホッケー王国岐阜の中心人物として活躍。